# Minnesota Timberwolves 2000-2001
La stagione 2000-01 dei Minnesota Timberwolves fu la 12ª nella NBA per la franchigia.
I Minnesota Timberwolves arrivarono quarti nella Midwest Division della Western Conferencecon un record di 47-35. Nei play-off persero al primo turno con i San Antonio Spurs (3-1).

## Roster
| N° | Naz.                       | Ruolo | Sportivo            | Anno | Alt. | Peso |
| -- | -------------------------- | ----- | ------------------- | ---- | ---- | ---- |
| 3  | Stati Uniti (bandiera)     | A     | LaPhonso Ellis      | 1970 | 203  | 109  |
| 4  | Stati Uniti (bandiera)     | G     | Chauncey Billups    | 1976 | 191  | 92   |
| 5  | Stati Uniti (bandiera)     | G     | William Avery       | 1979 | 188  | 197  |
| 6  | Stati Uniti (bandiera)     | GA    | Sam Jacobson        | 1975 | 193  | 98   |
| 7  | Stati Uniti (bandiera)     | G     | Terrell Brandon     | 1970 | 180  | 82   |
| 8  | Slovenia (bandiera)        | G     | Radoslav Nesterovič | 1976 | 213  | 112  |
| 10 | Stati Uniti (bandiera)     | A     | Wally Szczerbiak    | 1977 | 201  | 111  |
| 11 | Stati Uniti (bandiera)     | GA    | Todd Day            | 1970 | 198  | 85   |
| 13 | Rep. Dominicana (bandiera) | G     | Felipe López        | 1974 | 196  | 90   |
| 20 | Stati Uniti (bandiera)     | A     | Tom Hammonds        | 1967 | 206  | 98   |
| 21 | Stati Uniti (bandiera)     | A     | Kevin Garnett       | 1976 | 211  | 100  |
| 22 | Stati Uniti (bandiera)     | C     | Dean Garrett        | 1966 | 208  | 102  |
| 35 | Stati Uniti (bandiera)     | A     | Reggie Slater       | 1970 | 201  | 98   |
| 42 | Stati Uniti (bandiera)     | A     | Sam Mitchell        | 1963 | 198  | 95   |
| 44 | Stati Uniti (bandiera)     | G     | Anthony Peeler      | 1969 | 193  | 94   |

## Staff tecnico
- Allenatore: Flip Saunders
- Vice-allenatori: Greg Ballard, Jerry Sichting, Jimmy Williams, Don Zierden